# Franco Corsaro
Franco Corsaro (Catania, 19 agosto 1900 – Los Angeles, 19 aprile 1982) è stato un attore italiano naturalizzato statunitense.

## Biografia
Nato a Catania da una famiglia alto borghese, fu prima attore di teatro con la compagnia di Angelo Musco, per poi dedicarsi al cinema e al doppiaggio.
Nel corso degli anni venti, Musco e la sua compagnia fecero numerose tournée in Italia e nel mondo,  riscuotendo enormi successi. Il suo esordio internazionale avvenne nel 1927 sul palcoscenico del Manhattan Opera House di New York con L'aria del continente, di Nino Martoglio. 
Si trasferì giovanissimo a Hollywood lavorando con i più importanti registi statunitensi. Dotato di grande presenza scenica venne subito notato per la sua recitazione misurata, per l'eleganza e per l'interpretazione psicologica dei suoi personaggi, caratteristiche che lo renderanno particolarmente adatto alle commedie e ai film romantici.
Recitò in numerosi film diretti dai principali registi dell'epoca tra gli altri, Casablanca, Il padrino, Per chi suona la campana, Vacanze romane, Il grande sentiero, Il principe delle Volpi. Inseritosi facilmente nell'ambiente hollywoodiano divenne amico e consulente per l'interpretazione della mentalità italiana e siciliana dei ruoli di personaggi "italiani" di Tyrone Power, Orson Welles e Marlon Brando. Nella sua villa di Hollywood, Corsaro convinse Brando ad accettare il ruolo di don Vito Corleone.
Fu ingaggiato per il doppiaggio di film statunitensi in italiano; svolse questo lavoro dal 1930 al 1953 presso gli studi della Fox a Hollywood, diventando uno dei primi doppiatori della storia e dando la voce a vari personaggi tra cui  quella del protagonista del film Tu che mi accusi di Victor Fleming.

## Filmografia parziale

### Cinema
- Luigi La Volpe, regia di Hal Roach (1930)
- Il grande sentiero, regia di Raoul Walsh e Louis Loeffler (1931)
- The Captain Hates the Sea, regia di Lewis Milestone (1934)
- Viviamo stanotte (Let's Live Tonight), regia di Victor Schertzinger (1935)
- Goin' to Town, regia di Alexander Hall (1935)
- Sulle ali della canzone, regia di Victor Schertzinger (1935)
- Love Under Fire, regia di George Marshall (1937)
- La sposa vestiva di rosa, regia di Dorothy Arzner (1937)
- L'inafferabile signor Barton, regia di Sylvan Simon  (1937)
- The Nurse of Brooklyn, regia di Sylvan Simon  (1938)
- Western Trails, regia di George Waggner  (1938)
- Personal Secretary, regia di  Otis Garrett  (1938)
- Tragica attesa, regia di Arthur Lubin (1938)
- Inferno dei tropici, regia di John Brahm (1939)
- Black Friday, regia di Arthur Lubin (1940)
- Le mie due mogli, regia di Garson Kanin  (1940)
- Phantom Raiders, regia di Jacques Tourneur (1940)
- Notti argentine, regia di Irving Cummings  (1940)
- I Was an Adventuress, regia di Gregory Ratoff (1940)
- Il segno di Zorro (The Mark of Zorro), regia di Rouben Mamoulian (1940)
- Casablanca, regia di Michael Curtiz (1942)
- Per chi suona la campana, regia di Sam Wood (1949)
- Cagliostro (Black Magic), regia di Gregory Ratoff (1949)
- Il principe delle volpi (Prince of Foxes), regia di Henry King (1949)
- Ha da venì... don Calogero, regia di Vittorio Vassarotti (1951)
- Vacanze romane (Roman Holiday), regia di William Wyler (1953)
- Pagare o morire (Pay or Die), regia di Richard Wilson (1960)

### Televisione
- Philip Marlowe – serie TV, episodio 1x11 (1959)
- This Man Dawson – serie TV, episodio 1x29 (1960)
- Avventure in fondo al mare (Sea Hunt) – serie TV, 1 episodio (1961)
- Thriller – serie TV, episodio 2x25 (1962)
- Le spie (I Spy) – serie TV, episodio 1x19 (1966)
- La saga del Padrino (The Godfather: A Novel for Television), regia di Francis Ford Coppola – miniserie TV (1977)